# Alon Hazan
Alon Hazan (in ebraico אלון חזן‎?; Ashdod, 14 settembre 1967) è un allenatore di calcio ed ex calciatore israeliano, di ruolo centrocampista. Attualmente allena la nazionale di calcio israeliana.